# 地上基幹放送試験局
地上基幹放送試験局（ちじょうきかんほうそうしけんきょく）は、無線局の種別の一つである。

## 定義
総務省令電波法施行規則第4条第1項第3号に「地上基幹放送又は移動受信用地上基幹放送を行う基幹放送局（放送試験業務を行うものに限る。）」と定義している。
この放送試験業務とは第3条第1項第4号に「放送及びその受信の進歩発達に必要な試験、研究又は調査のため試験的に行なう放送業務」と定義している。
引用の促音と送り仮名の表記は原文ママ

## 開設の基準
総務省令基幹放送局の開設の根本的基準第3条による。
国内放送（地上基幹放送に限る。以下同じ。）を行う基幹放送局は、次の各号の条件を満たすほか、当該基幹放送局が特定地上基幹放送局の場合にあつては、電波法第7条第2項第4号ハの規定により、特定地上基幹放送局以外の地上基幹放送局の場合にあつては、当該地上基幹放送局を用いて地上基幹放送の業務を行おうとする者が、同項第5号の規定により、放送法第91条第1項の基幹放送普及計画に適合することその他放送の普及及び健全な発達のために適切であることに適合しなければならない。 
1　その局の免許を受けようとする者（以下「申請者」という。）が確実にその事業の計画を実施することができること。 
2　申請者が設立中の法人であるときは、当該法人の設立が確実であると認められるものであること。 
（3号及び4号は削除） 
5　その局が協会の基幹放送局であるときは、放送法第15条に規定する目的を能率的かつ経済的に遂行するために必要なものであること。 
6　その局が地上基幹放送試験局又は衛星基幹放送試験局であるときは、前各号の条件を満たすほか、次の条件を満たすものでなければならない。
(1)　試験、研究又は調査の目的及び内容が法令に違反せず、かつ、公共の福祉に寄与するものであるとともに、放送及びその受信の進歩発達に必要なものであること。
(2)　試験、研究又は調査の計画が合理的なものであること。
引用の促音と送り仮名の表記は原文ママ、「協会」は日本放送協会の略

## 概要
地上波放送において実験試験局に相当するもので、放送大学のテレビジョン放送実験に備え、制度化された放送試験局が前身である。
基幹放送局の一種であるので、実験試験局（従前は、実験局）と異なり、外国籍の者には免許されない。
開設の基準も無線局（基幹放送局を除く。）の開設の根本的基準ではなく、基幹放送局の開設の根本的基準（旧称、放送局の開設の根本的基準）が適用される。

## 特定地上基幹放送試験局
電波法施行規則第4条第1項第3号の3に「基幹放送局のうち法第6条第2項に規定する特定地上基幹放送局（放送試験業務を行うものに限る。」と定義している。
「法」は電波法の略
電波法第6条第2項には「自己の地上基幹放送の業務に用いる無線局（以下「特定地上基幹放送局」という。）」と規定している。
特定地上基幹放送事業者の保有する地上基幹放送試験局のことである。
これに対して基幹放送局提供事業者の保有する地上基幹放送試験局は特定地上基幹放送試験局以外の地上基幹放送試験局、特定以外の地上基幹放送試験局という。

## 免許
種別コードは、特定地上基幹放送試験局以外の地上基幹放送試験局はBD、特定地上基幹放送試験局はBE。免許の有効期間は3年。

## 運用
無線局運用規則第2条の3に、「地上基幹放送試験局には、地上基幹放送局に関するこの規則の規定を適用する。 」とあり、第5章 地上基幹放送局及び地上一般放送局の運用にそって地上基幹放送局と同様に運用するのが原則である。
また、無線設備規則第3条の2には、「地上基幹放送試験局（中略）には、その放送の種類に応じて地上基幹放送局（中略）に関するこの規則の規定を適用する。
ただし、（中略）この規則の規定を適用することが別に告示するものについては、この限りでない。 」とあり、運用にあたり試験的性格を含むための例外を規定している。

## 操作
原則として第二級陸上無線技術士以上の、空中線電力2kWを超えるテレビジョン基幹放送であれば第一級陸上無線技術士の無線従事者による管理（常駐するという意味ではない。）を要する。
これは地上基幹放送試験局の無線設備を制御する放送事業用固定局の管理にも適用される。
例外は無線従事者を要しない「簡易な操作」を規定する電波法施行規則第33条
- 第8号　その他に別に告示するものに基づく告示[1]にある音声混合器又は映像混合器の操作

である。

## 検査
- 落成検査は、登録検査等事業者等による点検ができ、この結果に基づき一部省略することができる。
- 定期検査は、電波法施行規則第41条の2の6第3号により行われない。
- 変更検査は、落成検査と同様である。

## 沿革
1971年（昭和46年）- 放送試験局が「放送試験業務を行なう無線局」と、放送試験業務とともに定義、運用開始の届出が必要
、
放送局の開設の根本的基準にも放送試験局に関する事項が追加

引用の送り仮名の表記は原文ママ
1993年（平成5年）- 電波利用料制度化、電波法別表第6第8項の「実験無線局及びアマチュア無線局」が適用
2000年（平成12年）- 運用開始の届出が不要に

2011年（平成23年）- 地上基幹放送試験局が定義され、従前の放送試験局が相当 

- 経営形態から特定地上基幹放送試験局および特定以外の地上基幹放送試験局に細分

| 放送試験局 | 放送試験局   | 放送試験局   | 放送試験局   | 放送試験局   | 放送試験局   | 放送試験局   |
| 年度 | 昭和46年度末 | 昭和47年度末 | 昭和48年度末 | 昭和49年度末 | 昭和50年度末 | 昭和51年度末 |
| --- | ------------ | ------------ | ------------ | ------------ | ------------ | ------------ |
| 局数 | －           | －           | －           | －           | 1            | 1            |
| 年度 | 昭和52年度末 | 昭和53年度末 | 昭和54年度末 | 昭和55年度末 | 昭和56年度末 | 昭和57年度末 |
| 局数 | 1            | 1            | 1            | 1            | 1            | 1            |
| 年度 | 昭和58年度末 | 昭和59年度末 | 昭和60年度末 | 昭和61年度末 | 昭和62年度末 | 昭和63年度末 |
| 局数 | 1            | 7            | 6            | 12           | 12           | 12           |
| 平成元年度以降免許されておらず、地上基幹放送試験局として免許された事例も無い。                                                                                       |              |              |              |              |              |              |
| 総務省情報通信統計データベース - 通信白書（昭和48年版から昭和63年版） - 地域・局種別無線局数（平成元年度から平成12年度） - 用途別無線局数（平成13年度から令和4年度） |              |              |              |              |              |              |

## その他
1988年（昭和63年）10月に臨時目的放送局が制度化

される以前は、ラジオきらっととFMてんぱくのイベント放送局は放送試験局の種別で免許された。